# Separació matrimonial
La separació matrimonial és un estat a mig camí del matrimoni i el divorci. La separació conjugal consisteix en la ruptura de la convivència, però no produeix la dissolució del matrimoni. Els cònjuges poden viure separats, però no poden contraure un nou matrimoni. La separació pot ser de fet, quan no s'ha tramitat davant l'autoritat corresponent, en cas de separació judicial, cal demanar-la davant del Jutjat de Primera Instància mitjançant demanda judicial que presentarà un Procurador dels Tribunals assistit per Advocat. Amb la reforma de la Llei 15/2015, de 2 de juliol, de jurisdicció voluntària també pot ser notarial.

## Efectes de la separació
Els seus efectes són:
- Acaba el deure de convivència.
- Es liquida el règim econòmic matrimonial.
- Si hi ha fills, cal determinar la custòdia legal dels fills (que pot ser a favor d'un dels dos progenitors o, pot ser també, custòdia compartida. Això comportarà el règim de visites (si són menors), pensió per aliments si no tenen ingressos propis i, si escau, pensió compensatòria.
- L'atribució de l'habitatge familiar.
- La pèrdua dels drets hereditaris del cònjuge.

La diferència amb el divorci consisteix que els divorciats sí que poden tornar-se a casar.